# 8 septembre 1959
Le mardi 8 septembre 1959 est le 251e jour de l'année 1959.

## Naissances
- Carlos Eduardo Muñoz, footballeur mexicain
- Carmen Campagne, chanteuse pour enfants
- Christof-Sebastian Klitz, homme d'affaires allemand
- Daler Nazarov
- Judy Murray, joueuse de tennis britannique
- Larry Spriggs, joueur de basket-ball américain
- Mary Kerry Kennedy
- Raphaël Oleg, violoniste français
- Véronique Delbourg, actrice française

## Décès
- Antoine de La Rochefoucault (né le 10 octobre 1862), peintre français.
- Eugène Mordant (né le 23 juillet 1885), militaire français.
- Gabrielle Fontan (née le 16 avril 1873), actrice française.